# セブンCSカードサービス
株式会社セブンCSカードサービス（セブンシーエスカードサービス、英: Seven CS Card Service Co.,Ltd.）は、フォートレス・インベストメント・グループ傘下のそごう・西武の金融事業において百貨店提携カード事業を行うクレジットカード会社。セブン&アイ・ホールディングス傘下のセブン・フィナンシャルサービス（7FI)とクレディセゾン（CS)との合弁企業である。

## 概要
2010年当時そごう・西武を傘下に収めていたセブン&アイと、西武百貨店・そごうの提携カードを発行していたクレディセゾン（元々クレディセゾンはそごう・西武の前身の一つである西武百貨店とセゾングループを構成していた）が業務提携（なお、セブン&アイとクレディセゾンは相互に株式を持ち合っていた）し、クレディセゾンから分離したそごう・西武の提携カードを扱う事業を行っている。2013年までにセブン・カードサービスの事業を当会社に統合する見通しであったが、2023年現在に於いても合意に至ってない。
2023年9月、セブン&アイ・ホールディングスはそごう・西武をフォートレス・インベストメント・グループへ売却した。当初の合弁契約ではセブン&アイがグループ外に百貨店事業を売却した場合、売却から3か月以内に合弁事業の継続について合意できないときには、クレディセゾンがセブン&アイにセブンCSカードサービス(SCS)株式の全てを売り渡す、あるいはクレディセゾンが7FI保有株の全てを買い取る、いずれかの権利を持つことになっていたが、実際にセブン＆アイが百貨店事業を売却して3か月経っても合弁事業の継続に合意できず、さらにクレディセゾンがSCSの株式を売り渡すか買い取るかについても合意に至らなかった（なお、2022年11月時点ではセブン&アイ側は7FIの保有株をそごう・西武に引き取らせ、SCSをそごう・西武とクレディセゾンの合弁会社にするつもりだった。）
このため、2025年5月現在でも7FIとクレディセゾンの合弁体制のままカードの発行が行われているが、クレディセゾンは2025年3月期の決算短信において「今般SCSにおける課題への対処に一定のめどが立ったことから、当該の権利行使の検討を再開することといたしました。当該の権利行使にあたっては、7FIとの協議や、事業シナジーが期待できるビジネスパートナーとの提携など、SCSの企業価値向上に資するあらゆる取り組みの実現可能性の検証等を経た上で総合的に判断することが合理的であり、最適であると考えております。」としている。

## 沿革
2010年3月、そごう・西武の親会社であるセブン&アイHDとクレディセゾンが包括的業務提携に合意し、クレセゾンが2001年から展開している「そごうミレニアムカード 《セゾン》」及び「西武クラブ・オン カード 《セゾン》」の事業を、セブン&アイ・フィナンシャル・グループ（現：セブン・フィナンシャルサービス）とクレセゾンとの合弁会社（つまり当会社）へ統合することが決まり、8月に包括的業務提携の契約を締結した。
- 2010年（平成22年）9月17日 - クレディセゾン100%出資により会社設立。
- 2011年（平成23年）
  - 2月 - クレジットカード新規発行の申込受付を開始。
  - 4月1日
    - クレディセゾンから、そごう・西武提携カード事業を分割吸収。
    - セブン・フィナンシャルサービスが株式51%を取得し合弁会社化。
    - クレジットカード新規発行開始。

  - 4月2日 - インターネット上でのクレジットカード申込受付を開始。

## クレジットカード

### クラブ・オン／ミレニアムカード《セゾン》
西武「クラブ・オン カード」とそごう「ミレニアムカード」の2種類を発行しているが、どちらのカードを選んでもカードフェイスが若干違うだけで、そごうと西武の両方で利用する事が可能である。一定の購入実績がある顧客向けの「クラブ・オン／ミレニアムカード セゾン ゴールド」、さらに上得意客や外商客向けには「ミレニアムVIPカードロイヤルセゾン」が存在する。
一般カードの年会費は永年無料。国際ブランドはVISA、JCB、アメリカン・エキスプレスの3種類。
クラブ・オン／ミレニアムカードでは2022年2月より、そごう・西武でクレジット利用すると前年の買上額に応じ5%または7%のポイントが貯まる（ただし食品1%、専門店・レストラン等例外あり）。また年間の買上げ額が50万円以上では駐車場の駐車料金の優待が、100万円以上では駐車料金の優待の他に西武各店のプラチナサロン、そごう各店のロイヤルサロンを使用することが可能になる。
クレジット機能無しのポイントカード同様にクレジット利用せず現金・商品券・nanaco決済の場合は1％、他社カードや各種QR・バーコード決済ではポイント加算対象外となる。
クレジットカードとしてショッピング決済した場合、1,000円に付き1ポイント換算で「永久不滅ポイント」が付与される（そごう・西武での利用時はクラブ・オン／ミレニアムポイントと重複加算）。
この他、イトーヨーカ堂にて毎月8・18・28日に実施される「ハッピーデー」では、クレジット決済を行うと購入代金から5％が割り引かれる。

### クレディセゾン発行のカード
クレディセゾンが発行していた西武「クラブ・オン カード《セゾン》」とそごう「ミレニアムカード《セゾン》」とも受け継いでおり、これらクレジットカードの会員はクレディセゾンからセブンCSカードサービスへと自動的に移管された。
基本的なサービスは変化がなく、セブンCSカードサービスでも永久不滅ポイントサービスは行っているが、クレディセゾンの発行するカードと、セブンCSカードサービスの発行するカード間では「永久不滅ポイント」が共有できない（出光クレジットなども同様）。クラブ・オンカードまたはミレニアムカードを保有する会員が、クレディセゾン発行のセゾンカードを他に保有している場合、個別カード毎のポイント数に応じて永久不滅ポイントが両社へ分割ないしセブンCSカードサービスへ一括移行されることとなった。

### 国際ブランドの選択範囲
クレディセゾン時代の「クラブ・オン カード《セゾン》」「ミレニアムカード《セゾン》」にはアメリカン・エキスプレスブランドは存在していなかったが、セブンCSカードサービス発行の両カードではアメリカン・エキスプレスブランドを選択できるようになった。
逆にクレディセゾンが発行していた「クラブ・オン カード《セゾン》」「ミレニアムカード《セゾン》」には国際ブランドとしてマスターカードを選択できたが、セブンCSカードサービスの発行する両カードでは、新規入会時にマスターカードを選択することはできなくなっている。ただし、クレディセゾンからの移行会員は従来通りマスターカードで決済することができ、期限到来時も引き続きマスターカード提携のカードに更新される。